# 左骁卫
左骁卫，中国古代禁卫军指挥机构。唐朝十六卫之一。

## 历史
隋文帝开皇十八年（598年）置左备身府，隋炀帝大业三年（607年）改为左骑卫府（左骁骑）。左骑卫府属于十二卫，设大将军一员，将军二员，统诸鹰扬府府兵。下设都护军四员，辅佐将军，护军改为虎贲郎将（武贲郎将），又设武虎牙郎将（武牙郎将）六员，属官有长史、录事参军、司仓、司兵、司骑、司铠等。军士称之为豹骑。
唐高祖武德五年（622年）左骑卫府改为左骁骑卫。唐高宗龙朔二年（662年）改左骁骑卫置左骁卫。光宅元年（684年）改称左武威卫，神龙元年（705年）复名左骁卫。
左骁卫在左卫、右卫之下，掌管宫禁宿卫，率领翊府及诸折冲府府兵。翊府的翊卫、外府豹骑番上，分配之，分兵守诸门，在皇城四面、宫城内外，与左卫、右卫分管助铺。
- 左骁卫大将军一人，正三品。置上将军之前，为左骁卫长官。总府事，掌宫禁宿卫。
- 左骁卫将军二员，从三品。佐大将军总府事，协掌宫禁宿卫。

天授二年（691年）置司阶、中候、司戈、执戟四色官及长上。唐德宗贞元二年（788年）设左骁卫上将军一人，在大将军之上，为左骁卫长官，从二品。掌管宫禁宿卫。
辽朝也设置左骁卫，设大将军、上将军、将军，为加官，领折冲都尉、果毅都尉。
北宋左骁卫上将军、大将军、将军为环卫官，无定员、无职掌，多让宗室担任，也作为武臣赠典或武官责降散官。元丰改制后，左骁卫上将军为从三品，左骁卫大将军降为正四品，左骁卫将军降为从四品。南宋多不除授，宋孝宗隆兴年间复置左骁卫上将军、大将军、将军。

## 人物
- 606年，左骁卫大将军张瑾
- 612年，左骁卫大将军荆元恒
- 614年，左骁卫大将军屈突通
- 619年，窦建德以李世勣为左骁卫将军
- 626年，骁卫将军段志玄
- 634年，左骁卫大将军段志玄
- 634年，左骁卫将军樊兴
- 645年，左骁卫大将军阿史那社尔
- 648年，左骁卫将军阿史那贺鲁
- 648年，骁卫将军曹继叔
- 648年，左骁卫大将军婆闰
- 653年，左骁卫大将军执失思力
- 659年，左骁卫大将军苏定方
- 660年，左骁卫将军刘伯英
- 660年，左骁卫大将军契苾何力
- 662年，左骁卫将军庞孝泰
- 671年，左骁卫大将军阿史那都支
- 682年，左骁卫郎将李孝逸
- 682年，左骁卫郎将娄师德
- 705年，左骁卫大将军裴思说
- 710年，左骁卫大将军杨矩
- 712年，左骁卫将军李楷洛
- 713年，左骁卫大将军大祚荣
- 714年，左骁卫郎将尉迟瓌
- 726年，左骁卫将军大门艺
- 782年，左骁卫将军刘海宾
- 839年，左骁卫将军张元益
- 851年，左骁卫将军张直方
- 876年，左骁卫将军高杰
- 883年，左骁卫上将军杨复光
- 884年，左骁卫大将军高澞（高骈的侄子）
- 913年，吴左骁卫大将军陈绍
- 919年，晋行台左骁卫将军刘处让
- 928年，后唐左骁卫上将军华温琪
- 931年，左骁卫大将军孟鹄
- 946年，左骁卫大将军王守恩
- 949年，左骁卫上将军李肃
- 950年，左骁卫上将军赵匡赞
- 959年，左骁卫上将军柴宗让
- 959年，左骁卫上将军吴廷祚